# ماسوبروكول
ماسوبروكول هو دواء مضاد للأورام يستخدم لعلاج نمو الجلد الناتج عن التعرض لأشعة الشمس. إنه الشكل المتوسط لحمض النورديهيدروجواياريتيك [الإنجليزية] الذي يناول عن طريق الفم. تختبر هذه المادة في علاج سرطان البروستاتا.
يُطلق على ماسوبروكول أيضًا اسم NDGA و Actinex.

## الآلية
حمض نورديهيدروجواياريتيك هو أحد مضادات الأكسدة، وقد يمنع بعض الإنزيمات اللازمة لنمو الورم.
إنه مثبط لليبوكسيجيناز .